# Ковелески, Стэн
Стэнли Энтони Ковелески (англ. Stanley Anthony Coveleski, урождённый Станислас Ковалевский, пол. Stanislaus Kowalewski, 13 июля 1889, Шамокин, Пенсильвания — 20 марта 1984, Саут-Бенд, Индиана) — американский бейсболист польского происхождения, питчер, выступавший в MLB на протяжении четырнадцати сезонов за «Филадельфию Атлетикс», «Кливленд Индианс», «Вашингтон Сенаторс» и «Нью-Йорк Янкис». Один из семнадцати игроков, которым было разрешено применять запрещённый в Лиге спитбол — различные манипуляции с мячом, делавшие траекторию его полёта непредсказуемой. Победитель Мировой серии 1920 года. Член Национального бейсбольного Зала славы с 1969 года.

## Биография

### Ранние годы
Стэн Ковелески родился 13 июля 1889 года в шахтёрском городке Шемокин на северо-востоке Пенсильвании. Был младшим из пяти сыновей. В 12 лет начал работать в шахте выборщиком породы. Его братья Фрэнк и Джон играли в бейсбол, но никогда не выступали в главных лигах. Ещё один брат, Гарри, играл в MLB за «Филадельфию Филлис», «Цинциннати Редс» и «Детройт Тайгерс». Старший из братьев, Джейкоб, погиб во время Испано-американской войны.
Позднее Ковелески вспоминал:

В то время не было ничего странного в том, что двенадцатилетний польский ребёнок работает в шахте по семьдесят два часа в неделю за никель в час.
Оригинальный текст (англ.)There was nothing strange in those days about a twelve-year-old Polish kid working in the mines for 72 hours a week at a nickel an hour.

Как любой мальчишка, во время работы он развлекал себя бросанием камней в птиц, а по вечерам после работы он совершенствовал свои навыки, бросая камни в жестяную банку. По его словам, он мог попасть в неё даже с завязанными глазами. Когда ему было 18 лет, местная полупрофессиональная бейсбольная команда обратила на него внимание и пригласила в свой состав. После пяти сыгранных матчей Ковелески получил приглашение от клуба «Ланкастер Ред Роузес», выступавшего в Лиге трёх штатов (англ. Tri-State League) и переехал в Ланкастер.

### Младшие лиги и «Филадельфия Атлетикс»
В 1909 году Ковелески подписал свой первый профессиональный контракт с «Ланкастер Ред Роузес». Заключить соглашение с клубом он согласился только после того, как менеджер «Ред Роузес» подписал контракт и с братом Стэна — Джоном. По условиям соглашения его зарплата составила 250 долларов в месяц.
В дебютном сезоне за «Ланкастер» Ковелески провёл на поле 272 иннинга, одержав 23 победы при 11 поражениях. Показатель ERA составил 1,59.

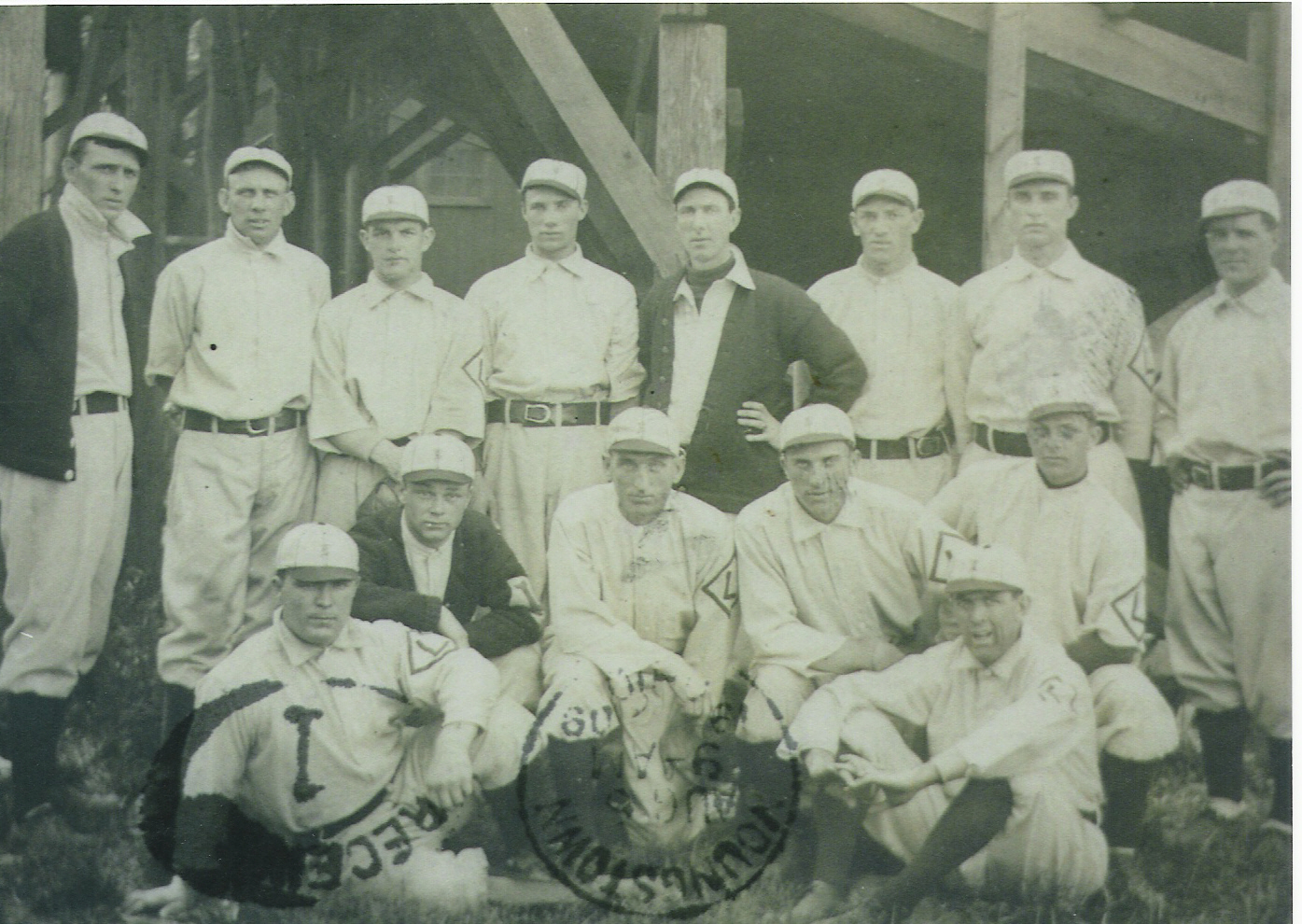
«Ред Роузес» в 1909 году, Ковелески четвёртый слева в верхнем ряду

За «Ред Роузес» Ковелески отыграл ещё два сезона, в каждом из которых одержал по 15 побед. Всего же за команду он сыграл в 109 матчах.
В 1912 году команда переехала из Ланкастера в Атлантик-Сити и сменила название на «Лэнкс». Стэн сыграл за команду в сорока матчах чемпионата, в тридцати из них выходя в качестве стартового питчера. В конце сезона он был замечен менеджером клуба MLB «Филадельфия Атлетикс» Конни Маком. В сентябре 1912 года Стэн подписал контракт с «Атлетикс» и дебютировал в Главной лиге бейсбола. До конца сезона провёл за команду пять матчей, одержал две победы с показателем ERA 3,43. После завершения чемпионата руководство клуба решило, что Ковелески нужна дополнительная практика и он был отправлен в команду «Спокан Индианс», выступавшую в Северо-западной лиге.
В Спокане провёл два года, в каждый из сезонов проводя на поле более трёхсот иннингов. По итогам сезона 1914 года стал лучшим питчером лиги по количеству страйкаутов. Уже в статусе одного из лучших игроков лиги, был обменян в «Портленд Биверс» из Лиги Тихоокеанского побережья, который отдал за него пять игроков.
В Портленде начал экспериментировать со спитболом, сначала используя табачную жвачку, а затем квасцы, которые держались во рту до состояния жвачки и затем наносились на мяч, делая его липким и меняя траекторию полёта. Отыграв за «Биверс» один сезон с показателем ERA 2,67, получил приглашение от клуба MLB «Кливленд Индианс».

### «Кливленд Индианс»

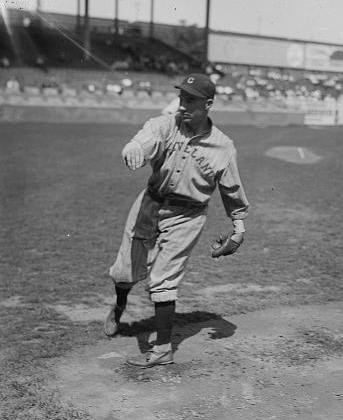
Ковелески в составе «Индианс» в 1918 году

В начале сезона 1916 года из-за травмы Эда Клепфера он занял место стартового питчера «Индианс». В играх первой недели чемпионата он должен был сыграть против своего брата Гарри, выступавшего за «Детройт Тайгерс», но отказался выходить на поле.
В середине сезона Ковелески заболел ангиной и на один из матчей вышел с температурой 39 °C. Из-за болезни он потерял в весе почти пять килограмм. Несмотря на проблемы со здоровьем, за сезон он провёл 45 матчей, одержал 15 побед при 13 поражениях с показателем ERA 3,41.
11 апреля 1917 года Ковелески в качестве стартового питчера вышел на первую игру сезона против «Детройт Тайгерс». Матч завершился победой «Индианс» со счётом 6:4. 19 сентября 1917 года он пропустил всего один хит в игре против «Нью-Йорк Янкис». Чемпионат 1917 года Стэн завершил с 19 победами, ERA 1,81 и 133 страйкаутами — лучший результат в карьере.
24 мая 1918 года Ковелески сыграл полную игру против «Янкис», проведя на поле 19 иннингов. «Кливленд» одержал победу со счётом 3:2. Всего в 1918 году сыграл 38 матчей, разделив с Уолтером Джонсоном второе место в Американской лиге по количеству побед (22) и показателю ERA (1,82).
Сезон 1920 года начался для Стэна с семи побед подряд, но 28 мая внезапно умерла его жена Мэри Стиветтс, с которой они были вместе на протяжении семи лет, и он на две недели уехал в родной Шемокин. Несколько лет спустя он женился на её сестре Фрэнсис.
16 августа 1920 года Ковелески участвовал в матче «Кливленда» против «Янкис». «Индейцы» выиграли со счётом 4:3, но матч печально запомнился тяжёлой травмой и последующей смертью Рэя Чепмэна — после подачи Карла Мэйса мяч попал в голову шортстопу «Кливленда». После этой трагедии руководство MLB запретило использовать спитбол. Ковелески и шестнадцати другим питчерам позволили использовать запрещённую для других технику до завершения карьеры по принципу «дедушкиной оговорки». По итогам чемпионата «Индианс» выиграли Американскую лигу и вышли в Мировую серию, где встретились с «Бруклин Робинс». «Кливленд» выиграл серию со счётом 5:2. Ковелески провёл три полных игры, одержав три победы, включая шатаут в седьмой игре серии. Показатель ERA в играх Мировой серии составил всего 0,67 — рекордный в истории MLB.
В 1921 году Ковелески сыграл 315 иннингов, повторив свой карьерный рекорд, установленный годом ранее. Чемпионат 1922 года он завершил с 17 победами, впервые с 1917 года выиграв менее 20 игр.
Сезон 1923 года Стэн начал с трёх побед подряд, не пропуская раннеров соперника на протяжении 27 иннингов. Несмотря на это, выигрывать он стал меньше. В середине августа Ковелески проиграл три матча подряд, а последнюю игру в сезоне сыграл 15 августа, хотя до конца чемпионата оставалось ещё больше месяца. Впервые в карьере он завершил чемпионат с преобладанием поражений (13—14), несмотря на хороший показатель ERA 2,76 и пять шатаутов. 1924 год стал для него последним в составе «Индианс». Стэн неудачно начал чемпионат, к концу мая потерпев четыре поражения с ERA 6,49. Всего за сезон он одержал 15 побед при 16 поражениях, а в декабре Ковелески обменяли в «Вашингтон Сенаторс».

### «Вашингтон Сенаторс» и «Нью-Йорк Янкис»
«Сенаторы» выиграли Мировую серию в 1924 году. После приобретения Ковелески команда считалась одним из фаворитов сезона и в 1925 году. В новой команде он снова начал показывать отличную игру, одержав в 1925 году 20 побед и добившись показателя ERA 2,84 — лучшего в Американской лиге. Ковелески занял 12-е место по итогам голосования за приз Самому ценному игроку Главной лиги бейсбола. Вашингтон выиграл чемпионат в Американской лиге, и в Мировой серии встретился с «Питтсбургом». Стэну сыграть в полную силу помешали боли в спине. Он сыграл в двух матчах серии. 8 октября в выездной игре «Сенаторс» уступили 2:3 после пропущенного Стэном хоум-рана от Хэйзена Кайлера. Спустя четыре дня, 12 октября, Ковелески пропустил четыре очка и был заменён в седьмом иннинге, а «Вашингтон» уступил со счётом 4:6. Серия завершилась победой Питтсбурга в семи матчах.
Ковелески отыграл за Вашингтон ещё два сезона. В 1927 году он вышел стартовым питчером на первую игру сезона против «Бостон Ред Сокс», завершившуюся победой «Сенаторс» со счётом 6:2. Из-за хронических болей в руке он выходил на поле всё реже и в 1927 году провёл всего пять матчей. 17 июня он покинул команду.
21 декабря 1927 года Ковелески подписал контракт с «Нью-Йорк Янкис», пытаясь реанимировать свою карьеру. В 1928 году в двенадцати матчах он одержал пять побед, последний раз выйдя на поле 3 августа.

### После завершения карьеры
После завершения карьеры Стэн переехал в Саут-Бенд, Индиана, где открыл станцию технического обслуживания, но позже был вынужден закрыть бизнес из-за Великой депрессии. В свободное время на поле за своим гаражом он тренировал местную детвору.
В 1969 году Ветеранский комитет избрал Стэна Ковелески в Зал славы бейсбола. В 1976 году его также избрали в Польско-американский зал спортивной славы. В 1984 году бейсбольный стадион города Саут-Бенд был переименован в его честь.
Умер Стэн Ковелески 20 марта 1984 года в доме престарелых. Похоронен на кладбище Сент-Джозефс в Саут-Бенде.